# Funzione Gamma

Funzione gamma sui numeri reali

In matematica, la funzione Gamma, nota anche come funzione gamma di Eulero è una funzione meromorfa, continua sui numeri reali positivi, che estende il concetto di fattoriale ai numeri complessi, nel senso che per ogni numero intero non negativo {\displaystyle n} si ha:
{\displaystyle \Gamma (n+1)=n!},
dove {\displaystyle n!} denota il fattoriale di {\displaystyle n,} cioè il prodotto dei numeri interi da {\displaystyle 1} a {\displaystyle n}: {\displaystyle n!=1\cdot 2\cdot 3\cdots n}.

## Definizione

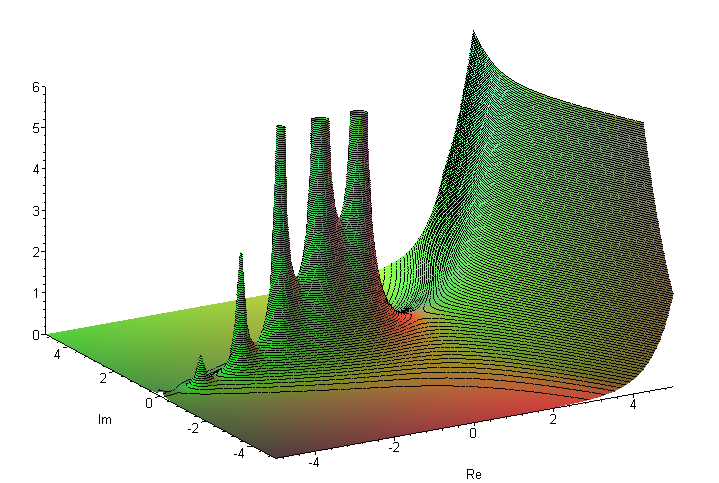
Valore assoluto della funzione gamma sul piano complesso

La notazione {\displaystyle \Gamma (z)} è dovuta a Legendre. Se la parte reale del numero complesso {\displaystyle z} è positiva, allora l'integrale
{\displaystyle \Gamma (z)=\int _{0}^{+\infty }t^{z-1}\,e^{-t}\,dt}
converge assolutamente. Comunque, usando la continuazione analitica, si può estendere la definizione della {\displaystyle \Gamma } a tutti i numeri complessi {\displaystyle z}, anche con parte reale non positiva, ad eccezione degli interi minori o uguali a zero. Usando l'integrazione per parti, in effetti, si può dimostrare che:
{\displaystyle \Gamma (z+1)=z\Gamma (z),}
per cui si ha:
{\displaystyle \Gamma (z)={\frac {\Gamma (z+1)}{z}}.}
In questo modo, la definizione della {\displaystyle \Gamma } può essere estesa dal semipiano {\displaystyle \mathrm {Re} (z)>0} a quello {\displaystyle \mathrm {Re} (z)>-1} (ad eccezione del polo in {\displaystyle z=0}), e successivamente a tutto il piano complesso (con poli in {\displaystyle z=0,-1,-2,\dots }).
Siccome {\displaystyle \Gamma (1)=1}, la relazione riportata sopra implica, per tutti i numeri naturali {\displaystyle n}, che:
{\displaystyle \Gamma (n+1)=n!.}
In statistica si incontra di frequente (per esempio nella variabile casuale normale) l'integrale:
{\displaystyle \int _{-\infty }^{+\infty }e^{-{\frac {x^{2}}{2}}}dx={\sqrt {2\pi }}}
che si ottiene ponendo {\textstyle {\frac {x^{2}}{2}}=t}, e quindi {\displaystyle x={\sqrt {2t}}}, ottenendo quindi {\textstyle dx={\frac {\sqrt {2}}{2{\sqrt {t}}}}dt}
{\displaystyle {\begin{aligned}\int _{-\infty }^{+\infty }e^{-{\frac {x^{2}}{2}}}dx&=2\int _{0}^{+\infty }e^{-{\frac {x^{2}}{2}}}dx\\&=2\int _{0}^{+\infty }{\frac {\sqrt {2}}{2}}t^{-{\frac {1}{2}}}e^{-t}dt\\&={\sqrt {2}}\Gamma \left({\frac {1}{2}}\right)\\&={\sqrt {2\pi }}\end{aligned}}}

## Espressioni alternative
Le seguenti espressioni alternative per la funzione Gamma, sono valide su tutto il piano complesso (ad eccezione dei poli):
{\displaystyle \Gamma (z)=\lim _{n\to \infty }{\frac {n!n^{z}}{z(z+1)\cdots (z+n)}}}
dovuta a Gauss,
{\displaystyle \Gamma (z)={\frac {e^{-\gamma z}}{z}}\prod _{n=1}^{\infty }\left(1+{\frac {z}{n}}\right)^{-1}e^{z/n},}
dove {\displaystyle \gamma } è la costante di Eulero-Mascheroni, dovuta a Schlömilch e ottenibile applicando il teorema di fattorizzazione di Weierstrass alla funzione {\displaystyle {\frac {1}{\Gamma (z)}}}
{\displaystyle {\frac {1}{\Gamma (z)}}=ze^{\gamma z}\prod _{n=1}^{\infty }\left(1+{\frac {z}{n}}\right)e^{-{\frac {z}{n}}}.}
Un'ulteriore espressione alternativa è la seguente:
{\displaystyle \Gamma (z)=\sum _{n=0}^{+\infty }{\frac {(-1)^{n}}{n!}}{\frac {1}{z+n}}+\int _{1}^{+\infty }t^{z-1}e^{-t}dt.}
In questa formula sono espliciti i poli di ordine {\displaystyle 1} e residuo {\displaystyle {\frac {(-1)^{n}}{n!}}} che la funzione Gamma ha in {\displaystyle z=-n}, per ogni {\displaystyle n} intero non negativo.
La singolarità nell'origine può essere anche dedotta dalla relazione di ricorrenza. Infatti
{\displaystyle \lim _{z\to 0}\Gamma (z)=\lim _{z\to 0}{\frac {\Gamma (z+1)}{z}}=\lim _{z\to 0}{\frac {1}{z}},}
dove è stato fatto uso della relazione {\displaystyle \Gamma (1)=1}.

## Proprietà
Altre importanti proprietà della funzione Gamma sono la formula di riflessione di Eulero:
{\displaystyle \Gamma (1-z)\Gamma (z)={\pi  \over \sin(\pi z)},\qquad z\not \in \mathbb {Z} ,}
e quella di duplicazione:
{\displaystyle \Gamma (z)\Gamma \left(z+{\frac {1}{2}}\right)=2^{1-2z}{\sqrt {\pi }}\,\Gamma (2z)}
che a sua volta è un caso particolare della formula di moltiplicazione:
{\displaystyle \Gamma (z)\Gamma \left(z+{\frac {1}{m}}\right)\Gamma \left(z+{\frac {2}{m}}\right)\cdots \Gamma \left(z+{\frac {m-1}{m}}\right)=(2\pi )^{(m-1)/2}m^{1/2-mz}\Gamma (mz)}
la quale per {\displaystyle z=0} diventa: 
{\displaystyle \Gamma \left({\frac {1}{m}}\right)\Gamma \left({\frac {2}{m}}\right)\cdots \Gamma \left({\frac {m-1}{m}}\right)={\frac {(2\pi )^{(m-1)/2}}{\sqrt {m}}}.}
Quest'ultima identità è ottenibile anche dalla formula di riflessione e dall'identità trigonometrica {\displaystyle \prod _{k=1}^{m-1}\sin {\frac {k\pi }{m}}={\frac {m}{2^{m-1}}}}.
Le derivate della funzione Gamma:
{\displaystyle \Gamma ^{(n)}(z)=\int _{0}^{+\infty }[\ln {(t)}]^{n}\,t^{z-1}\,e^{-t}\,dt}
possono essere espresse in funzione della stessa funzione Gamma e di altre funzioni, per esempio:
{\displaystyle \Gamma '(z)=\Gamma (z)\psi _{0}(z),}
dove {\displaystyle \psi _{0}} è la funzione poligamma di ordine zero. In particolare,
{\displaystyle \Gamma '(1)=-\gamma ,}
dove {\displaystyle \gamma } è la costante di Eulero-Mascheroni. 
Si ha, inoltre:
{\displaystyle {\frac {d}{dz}}\ln {\Gamma {(z)}}={\frac {\Gamma '{(z)}}{\Gamma {(z)}}}=\psi _{0}(z)=-\gamma -{\frac {1}{z}}-\sum _{n=1}^{\infty }\left({\frac {1}{n+z}}-{\frac {1}{n}}\right)}
che per {\displaystyle z=m} intero positivo si riduce ad una somma finita
{\displaystyle \psi _{0}(m)={\frac {\Gamma '{(m)}}{\Gamma {(m)}}}=-\gamma +1+{\frac {1}{2}}+\dots +{\frac {1}{m-1}}=-\gamma +H_{m-1},}
dove {\displaystyle H_{m-1}} è l'(m-1)-esimo numero armonico.
Derivando membro a membro rispetto a {\displaystyle z} si ha, ancora,
{\displaystyle {\frac {d}{dz}}{\frac {\Gamma '{(z)}}{\Gamma {(z)}}}=\psi _{1}(z)=\sum _{n=0}^{\infty }{\frac {1}{(n+z)^{2}}}}
che per {\displaystyle z=0} diverge, mentre per {\displaystyle z=1} diviene la serie armonica generalizzata di ordine 2
{\displaystyle \left[{\frac {d}{dz}}{\frac {\Gamma '{(z)}}{\Gamma {(z)}}}\right]_{z=1}=\psi _{1}(1)=\sum _{n=0}^{\infty }{\frac {1}{(n+1)^{2}}}=\sum _{n=1}^{\infty }{\frac {1}{n^{2}}}=\zeta (2)={\frac {\pi ^{2}}{6}}.}
Lukacs studiò altre proprietà nell'opera A Characterization of the Gamma Distribution negli Annals of Mathematical Statistics del 1955.
Ricordiamo anche che, a partire dalla funzione Gamma, la funzione poligamma di ordine {\displaystyle m} è definita nel modo seguente:
{\displaystyle \psi _{m}(z):=\left({\frac {d}{dz}}\right)^{m+1}\ln {\Gamma (z)}=\left({\frac {d}{dz}}\right)^{m}{\frac {\Gamma '(z)}{\Gamma (z)}}=\left({\frac {d}{dz}}\right)^{m}\psi _{0}(z).}

### Valori notevoli
Probabilmente, il più noto valore che la funzione Gamma assume su numeri non interi è:
{\displaystyle \Gamma \left({\frac {1}{2}}\right)={\sqrt {\pi }},}
che si può trovare ponendo {\displaystyle z={\frac {1}{2}}} nella formula di riflessione.
Oltre a questo e al già citato valore assunto sui numeri naturali, sono interessanti anche le seguenti proprietà, che interessano i multipli dispari di {\displaystyle {\frac {1}{2}}}
{\displaystyle \Gamma \left({\frac {n}{2}}\right)={\frac {(n-2)!!}{2^{(n-1)/2}}}{\sqrt {\pi }}={{\frac {n}{2}}-1 \choose {\frac {n-1}{2}}}\left({\frac {n-1}{2}}\right)!{\sqrt {\pi }},}
{\displaystyle \Gamma \left(-{\frac {n}{2}}\right)={\frac {\sqrt {\pi }}{{\Biggl (}{\begin{matrix}-1/2\\{\frac {n+1}{2}}\end{matrix}}{\Biggr )}\left({\frac {n+1}{2}}\right)!}},}
dove {\displaystyle n!!} denota il semifattoriale e la parentesi tonda a due livelli il coefficiente binomiale.

### Teorema di unicità
Il teorema di Bohr-Mollerup afferma che, tra tutte le funzioni che estendono la funzione fattoriale, solo la funzione Gamma è tale che il suo logaritmo è una funzione convessa.